# Yesterday (película de 1985)
Yesterday es una película dramática polaca de 1985 dirigida por Radosław Piwowarski. La película fue seleccionada por Polonia para la categoría de la mejor película internacional, pero no entró entre los finalistas.

## Argumento
Ambientada en los años 60 en una pequeña ciudad de provincias, cuatro adolescentes de secundaria se enfrentan a la graduación, pero lo único que tienen en mente es cómo atraer a la audiencia local a un concierto con los éxitos de los Beatles, interpretados por su banda. Nada sale según lo planeado.

## Reparto
| Actor               | Personaje            |
| ------------------- | -------------------- |
| Piotr Siwkiewicz    | Pawel Mitura "Ringo" |
| Anna Kaźmierczak    | Ania                 |
| Andrzej Zieliński   | John                 |
| Krzysztof Majchrzak | Biegacz              |
| Krystyna Feldman    | Ciotka               |
| Henryk Bista        | Director             |
| Waldemar Ignaczak   | George               |
| Robert Piechota     | Paul                 |
| Stanislaw Brudny    | Ksiacz               |

## Premios
Festival Internacional de Cine de San Sebastián
| Año  | Categoría                         | Película            | Resultado |
| ---- | --------------------------------- | ------------------- | --------- |
| 1985 | Concha de Oro a la mejor película | Radosław Piwowarski | Ganador   |
| 1985 | Concha de Plata al mejor Actor    | Piotr Siwkiewicz    | Ganador   |
| 1985 | Premio del Ateneo Guipuzcoano     | Radosław Piwowarski | Ganador   |